# Franvillers Communal Cemetery Extension
Franvillers Communal Cemetery Extension is een begraafplaats gelegen in de Franse plaats Franvillers (Somme). De militaire graven worden onderhouden door de Commonwealth War Graves Commission.
De begraafplaats telt 253 geïdentificeerde graven waarvan 248 Gemenebest graven uit de Eerste Wereldoorlog en 5 overige graven uit de Eerste Wereldoorlog.